# Barcinek (Stara Kamienica)
Barcinek (deutsch Berthelsdorf) ist ein Ort in der Landgemeinde Stara Kamienica im Powiat Karkonoski in der Woiwodschaft Niederschlesien in Polen. Der Ort liegt am Bach Kamienica, der wenige Kilometer weiter in den Bober mündet.

## Sehenswürdigkeiten

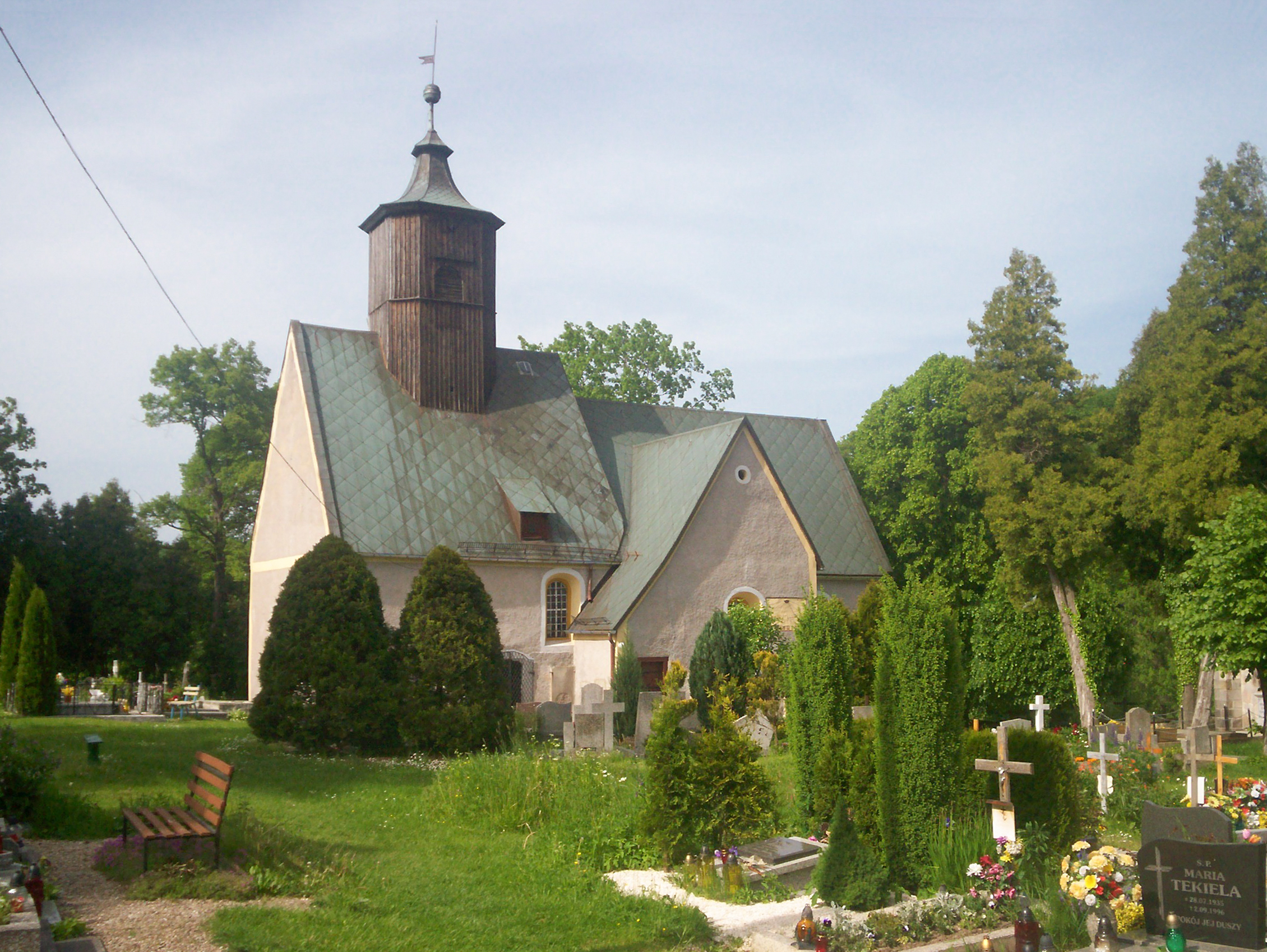
Filialkirche St. Michael

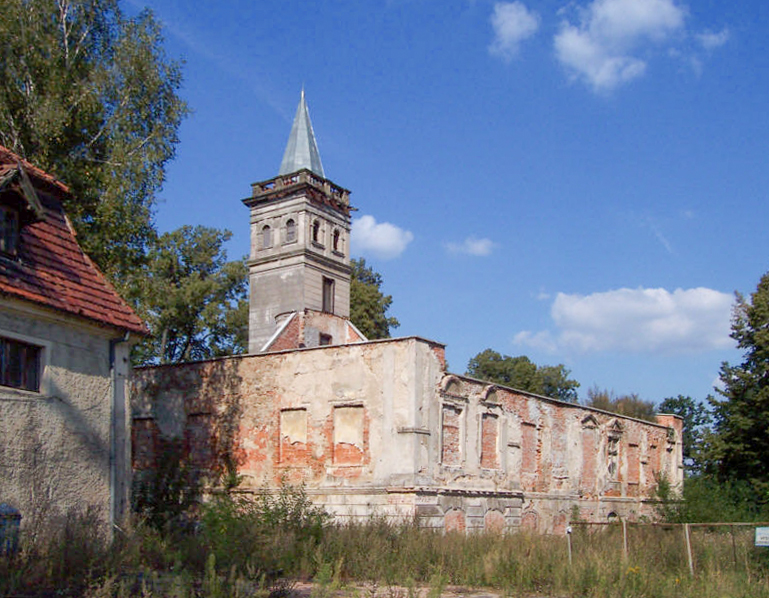
Schloss Berthelsdorf

- Die katholische Filialkirche St. Michael wurde erstmals um 1400 erwähnt und 1600 erweitert. Im Inneren gibt es neben dem Hauptaltar, einer farbig gefassten Kanzel und bemaltem Gestühl eine Sammlung von Epitaphen vom 16. bis zum 18. Jahrhundert, das älteste aus dem Jahr 1574.[1]
- Ruine Schloss Berthelsdorf[2]: Das Schloss wurde 1772 von Graf von Rothkirch an der Stelle einer früheren Gründung aus dem 16. Jahrhundert errichtet. Davon zeugt der steinerne Arkadengang des Tores, der in der den Komplex umgebenden Mauer aus dem Jahr 1565 erhalten ist. Beim Umbau um 1890 wurde an der Nordseite ein Turm angebaut. Bis 1945 war es im Besitz der Familie von Wartenberg. Nach dem Krieg sollte das Schloss die Sommerresidenz des Präsidenten der Republik Polen werden, wurde aber schließlich dem örtlichen Staatsgut übergeben. Seit den 1980er Jahren nicht mehr benutzt, verfiel es zur Ruine.
- Kriegerdenkmal